# قطار منتصف الليل (مسلسل)
قطار منتصف الليل مسلسل اجتماعي مصري،يوصف بأنه من أروع مسلسلات السبعينيات. أخرجه حسيب يوسف، سيناريووحوار الكاتب والمؤلف المصري عبدالقادر نجيب، و عرضه التلفزيون الأردني عام 1978، وهو من بطولة محمود المليجي (في دور عبد الصبور)، و نادية الجندي (في دور حياة)، و أشرف عبد الغفور وصلاح السعدني (في دور ابني عبد الصبور)، والأستاذة سمية الألفي. والمسلسل مأخوذ عن أقصوصة للقصاص والأديب الأردني الفلسطيني الأصل محمود سيف الدين الإيراني، نشرت في مجلة العربي الكويتية عام 1960.